# Antonín František z Lambergu
Antonín František z Lambergu-Sprintzensteinu (německy Anton Franz von Lamberg-Sprintzenstein, 2 srpna 1740, Vídeň – 26. června 1822 tamtéž) byl rakouský šlechtic ze sprinzensteinské linie rodu Lambergů, působil jako císařský diplomat a sběratel umění.

## Život

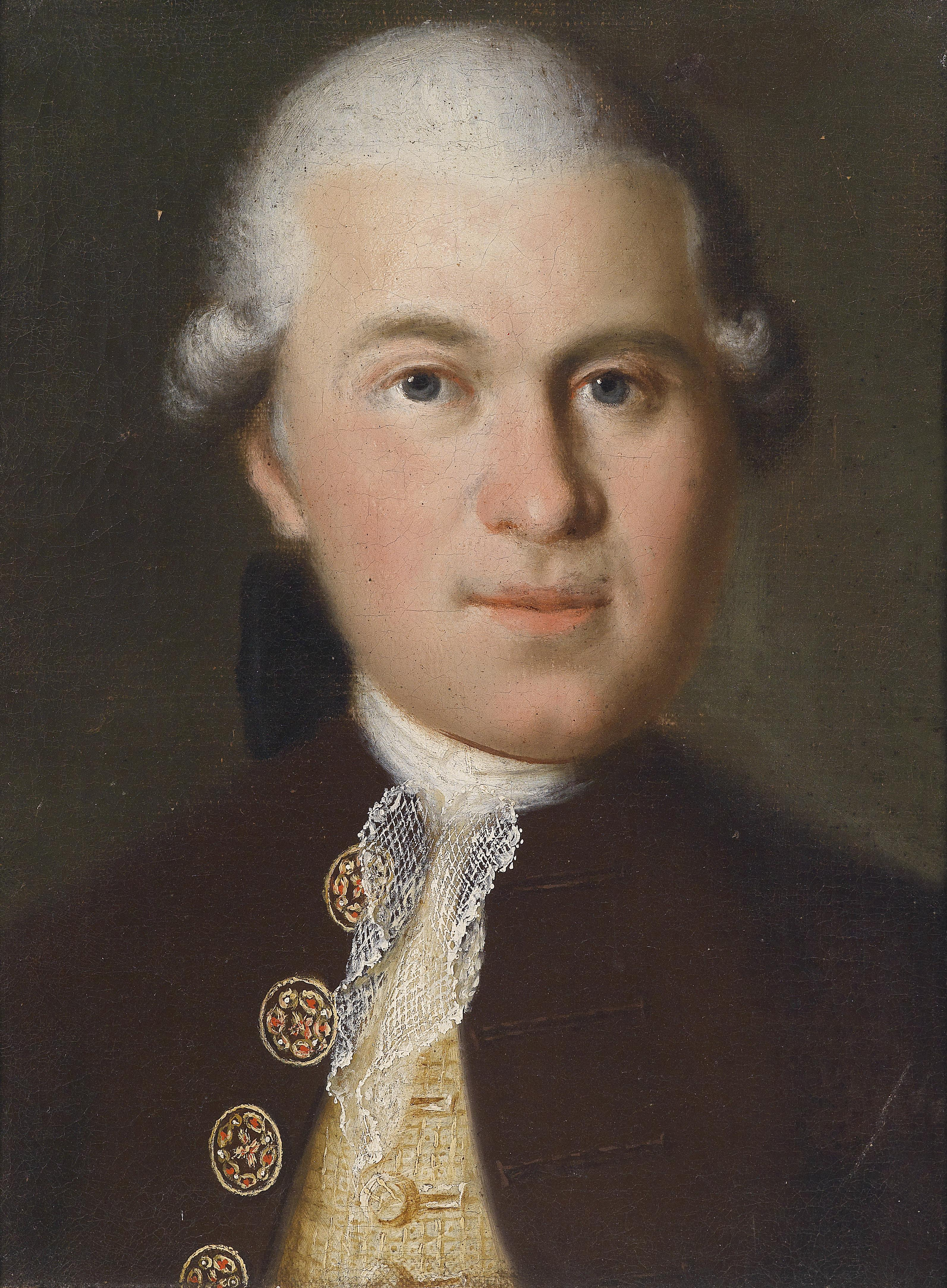
Portrét Antonína Františka z Lambergu-Sprinzensteinu, Christian Kollonitsch (1730–1802)

Narodil se ve Vídni jako syn Františka de Paula Antonína a jeho druhé manželky hraběnky Marie Josefy Esterházyové z Galanty.
Vstoupil do diplomatických služeb, načež strávil dva roky jako císařský vyslanec u turínského dvora a šest let na rakouském velvyslanectví v Neapoli. Během tohoto období se věnoval archeologii a shromáždil více než pět set starořeckých váz a dalších starověkých předmětů. Ty později v roce 1815 za 12 000 florinů odprodal Kabinetu starožitností ve Vídni, které je dnes součástí Uměleckohistorického muzea ve Vídni.
Díky svému zapálení pro archeologii a starověké kultury se v roce 1807 stal čestným členem vídeňské Akademie výtvarných umění. Po odchodu z diplomatických služeb v roce 1818, daroval téže akademii svou sbírku obrazů starých mistrů, mezi nimiž byla díla Tiziana, Velázqueze, Guardiho, Rembrandta, Jana van Goyena, Jacoba van Ruisdaela a dalších. Jeho sbírka v současnosti tvoří jádro umělecké galerie Akademie výtvarných umění ve Vídni.
Antonín František z Lambergu-Sprinzensteinu zemřel ve Vídni 26. června 1822.